# Cum primum
Cum primum latim: "Tão logo que"), subtitulada Da desobediência civil, é uma encíclica promulgada pelo Papa Gregório XVI em 9 de junho de 1832. O documento dirige-se ao episcopado do Reino da Polônia, e tem como tema central a condenação do Levante de Novembro: para o Pontífice, a revolução era digna de mais alta reprimenda, lembrando, também, aos católicos poloneses que as legítimas autoridades derivavam seu poder do próprio Deus, e não poderiam ser desobedecidas, a não ser que por suas ações violassem, ou fizessem violar, a lei de Deus.